# Manbuta padrina
Manbuta padrina är en fjärilsart som beskrevs av William Schaus 1901. Manbuta padrina ingår i släktet Manbuta och familjen nattflyn. Inga underarter finns listade i Catalogue of Life.